# Artur Balder
Artur Balder (n. 14 august 1974, Alicante, Spania) este regizor și scriitor din Statele Unite ale Americii.

## Carieră
Artur Balder este autorul a mai multe cărți pentru copii, publicate și distribuite pe plan internațional de către Random House, în Spania și America de Sud. "Saga"-urile istorice de ficțiune, publicate de către Edhasa sunt inspirate de eroi germani ca Arminius în perioada Romei antice, sau de ducele saxon Widukind, care a condus o rebeliune în Evul Mediu timpuriu împotriva împăratului Carol cel Mare. Cărțile sale sunt traduse în mai multe limbi, printre care olandeză, italiană, franceză, română.
În anul 2010 a scris și a regizat documentarul despre Little Spain (Mica Spanie). Balder a locuit în clădirea (asociației) Spanish Benevolent Society ca artist rezident. În această perioadă a descoperit, în Strada nr. 14, arhive care au putut revela pentru prima oară evoluția de la origini a străzilor Little Spain în Manhattan. Documentarul dezvăluie povestea încă inedită a prezenței spaniole în târgul New York City din Manhattan și notorietatea acesteia în zona Străzii nr. 14 cunoscută ca Little Spain. Arhiva conține peste 450 de fotografii și 150 de documente care nu au fost niciodată făcute publice. Acestea prezintă istoria străzilor din Little Spain în New York City în secolul al XX-lea.
Filmul îi este dedicat lui Federico Garcia Lorca și include fragmente din lucrarea acestuia, "Poet in New York".

## Romane

### Teutoburg
1. El último querusco. Inédita Editores, 2005. ISBN 84-96364-31-3
2. Liberator Germaniae. Inédita Editores, 2006. ISBN 978-84-96364-49-3
3. La Batalla del Destino, Inédita Editores, 2007. ISBN 978-84-96364-96-7

### Widukind
1. The Codex of the Sword. EDHASA, 2010. ISBN 978-84-350-6180-3

### Curdy
1. Curdy y la Cámara de los Lores. Montena (Random House Mondadori), 2007. ISBN 978-84-8441-331-8
2. Curdy y el Cetro de Carlomagno. Montena (Random House Mondadori), 2009. ISBN 978-84-8441-436-0

## Studii
1. 2001: homenaje a Kubrick.[22] Galería Muro, 2001.
2. El Anillo del Nibelungo.[23] Galería Argenta, 2003.
3. La Piedra del Monarca. The Magic Rider, 2004. ISBN 84-934076-0-7

## Filmografie ca regizor

### Filme
- Muerte Express[24] (2003)
- Limit[25] (2004)
- Widukind[26] (2009)
- Little Spain[27] (2010)